# لي غريني ريتشاردز
لي غريني ريتشاردز (بالإنجليزية: Lee Greene Richards)‏ هو رسام أمريكي، ولد في 27 يوليو 1878، وتوفي في 20 فبراير 1950.